# Maja Osojnik
Maja Osojnik, slovenska pevka, flavtistka in skladateljica, * 1976, Kranj.
Diplomirala je iz kljunaste flavte na Univerzi za glasbo in uprizoritvene umetnosti Dunaj in jazzovskega petja na Konservatoriumu Wien. Leta 2003 je soustanovila skupino Low Frequency Orchestra ter kasneje še Maja Osojnik Quartet in Maja Osojnik Band.